# Stefano Bechini
Stefano Bechini (Livorno, 17 gennaio 1959) è un ex cestista italiano.

## Carriera
In Serie A ha vestito la maglia di Varese, con la quale ha vinto il campionato 1976-77 e il campionato 1977-78, di Torino, Roma e Desio

## Palmarès
- Campionato italiano: 2

Pall. Varese: 1976-77, 1977-78
- Coppa dei Campioni: 1

Pall. Varese: 1975-76